# 南布拉德福德 (英國國會選區)
南布拉德福德（英語：Bradford South），英國國會一自治市選區，包括英格蘭約克郡-亨伯西約克郡布拉德福德南部。
始於1918年。1945年以來是工黨佔上風的選區。2010年大選中1994年以來任當區議員的格裡﹒薩特克里夫以41.3%選票連任成功。